# Fuente de Leda
La fuente de Leda (en francés: Fontaine de Léda) consiste en un pared escultórica construida entre 1806 y 1808 durante el reinado de Napoleón Bonaparte.
La fuente representa la leyenda de Leda y el cisne, con un panel central bajorrelieve de Achille Valois. Se encontraba originalmente en la esquina de la rue de Vaugirard y rue du Regard en París, sin embargo, durante la reconstrucción de París por el emperador Luis Napoleón en 1856, la fuente fue trasladada a la parte trasera de la fuente Médici en los jardines de Luxemburgo, donde se asienta hoy.
La fuente de Leda fue una de las quince nuevas fuentes en París encargadas por Napoleón Bonaparte en su decreto de Saint Cloud del 2 de mayo de 1806. Fue el proyecto del ingeniero responsable del suministro de agua de París, François-Jean Bralle.